# Tiago Garcia
Tiago Ferreira Fernandes Garcia (Rio de Janeiro, 17 de junho de 1981) é um diretor, produtor, apresentador e mergulhador brasileiro.

## Biografia
Formado em cinema, fez sua estréia como diretor com o documentário Stroke em 2004, sendo indicado ao prêmio de melhor filme de surfe pela revista Fluir no mesmo ano. Seu último documentário Wake Up 2, segundo o caderno Radicais do jornal O Globo se tornou a primeira produção nacional do gênero a ser distribuída mundialmente, além de ter sido o primeiro filme de surf do Brasil a ser disponibilizado na internet.
O maior portal de surfe da América Latina, Waves, destacou Wake Up 2 por ter aberto fronteiras e ter sido o primeiro filme de surfe brasileiro a ser realizado em parceria com os melhores surfistas do mundo como os campeões mundiais Mick Fanning e C.J. Hobgood que é o narrador do mesmo. Além de ter sido destaque na mídia internacional na revista especializada americana Transworld e no Surfline, maior portal de surfe do mundo.
Em janeiro de 2010, a mesma Transworld incluiu Wake Up 2 na sua lista dos 11 melhores filmes de surfe lançados no mercado mundial em 2009. Fato inédito para uma produção brasileira.
Em julho de 2010, foi entrevistado pelo canal ESPN e pela rádio Oi FM, sobre seu envolvimento na promoção de causas ambientais e humanitárias através do surfe.
Também em 2010, dirigiu e apresentou o programa TGTV baseado em conscientização ambiental e em suas viagens de surfe pelo mundo. Exibido no canal de esportes radicais Woohoo.
Nos últimos anos, produziu programas para ESPN com seus amigos do circuito mundial de surfe, como os irmãos Hobgood, Adriano de Souza, Jordy Smith, Bobby Martinez, Josh Kerr e Cory Lopez. Tiago já foi colunista das revistas Hardcore e Surfar.
Em 2011, começou a trabalhar com dramaturgia na Rede Globo como assistente de direção na 3ª temporada do seriado policial Força Tarefa.
Posteriormente fez parte da equipe de direção das novelas, Amor eterno amor, Salve Jorge, Joia Rara, Malhação Sonhos, Êta Mundo Bom!, Deus Salve o Rei e Verão 90.  
Em dezembro de 2013, a revista Fluir publicou uma entrevista realizada por Tiago, com seu amigo Bobby Martinez abordando sua precoce aposentadoria no circuito mundial de surfe. 
Fez parte da equipe de direção da novela Salve-se Quem Puder.

### Filmes
| Nome                                         | Ano  |
| -------------------------------------------- | ---- |
| Stroke                                       | 2004 |
| Clock In                                     | 2005 |
| Wake Up                                      | 2006 |
| The Rock                                     | 2007 |
| Wake Up 2                                    | 2009 |
| O esquecimento da Guanabara (curta-metragem) | 2010 |
| Hipnose - Muito Além do Mito                 | 2019 |

## Ativismo
Além de abordar temas de conscientização ambiental e sustentabilidade nos seus filmes de surfe e no seu programa TGTV, Tiago já participou de atividades do Greenpeace e apóia o Sea Shepherd divulgando as campanhas da ONG contra o assassinato ilegal de golfinhos e baleias. Em junho de 2010, esteve na Nigéria como voluntário da ONG Caminho Nações que luta contra a estigmatização de crianças como bruxas, praticada por pastores evangélicos no sul do país. A ONG também realiza ajuda humanitária, ressocialização e conscientização ambiental para crianças carentes no estado de Akwa Ibom com uma escola de surfe na praia de Ibeno.
Em julho de 2014, a revista Go Outside destacou na matéria "Defensores do mar", o trabalho de Tiago e a abordagem de conscientização ambiental de seus filmes. 

## Hipnose e neurociência
Em 2017, hipnotizou sua amiga Bruna Marquezine viralizando o vídeo do feito na web. Especialista no tema, já hipnotizou diversas celebridades como Camila Queiroz, Arthur Aguiar, Deborah Secco, Flavia Alessandra entre outras. Em 2020, terminou sua pós-graduação em Neurociências e Comportamento na PUC-RS realizando uma pesquisa pioneira sobre como a Hipnose pode ajudar na atuação. Em 2021, teve seu primeiro livro publicado, Hipnose e Neurociência - Explore o poder da sua mente. No mesmo ano, começou um trabalho de Hipnose para atuação com o ator Marcelo Serrado na criação do seu personagem Moa para a novela Cara e Coragem e foi destaque na coluna da Patricia Kogut no jornal O Globo. Colaborou com a edição de capa da revista Superinteressante de abril de 2022 sobre Hipnose, apresentando uma nova técnica que envolve Hipnose e Meditação Mindfulness para o combate do estresse e ansiedade.